# 杜道尔
杜道尔，是匈牙利维斯普雷姆州齊爾茨區所辖的一个村，与齊爾茨相距约7公里，总面积24.58平方公里，总人口1626，人口密度66.2人/平方公里（2010年1月1日）。